# Bitwa pod Bóbrką
Bitwa pod Bóbrką – walki polskiej 12 Dywizji Piechoty gen. Mariana Januszajtisa-Żegoty z oddziałami sowieckich 47 Dywizji Strzelców Krugliakowa i 60 Dywizji Strzelców Martynienki toczone w czasie wojny polsko-bolszewickiej.

## Geneza
Na przełomie lipca i sierpnia na ukraińskim teatrze działań wojennych toczyły się walki pod Brodami i Beresteczkiem. Stanowiły one fazę wstępną wielkiej operacji nazwanej w polskiej historiografii Bitwą Lwowską
Po pięciu dniach bitwy, szala zwycięstwa zaczęła przechylać się na stronę polską. Jednak sytuacja na Froncie Północnym, a szczególnie upadek Brześcia, zmusiła Naczelne Dowództwo Wojska Polskiego do przerwania bitwy.
W tym czasie dowódca sowieckiego Frontu Południowo-Zachodniego Aleksander Jegorow nakazał 1 Armii Konnej Budionnego zdobyć Lwów. 
Po nieudanych próbach zatrzymania 1 Armii Konnej na wschód od Bugu, dowódca Frontu Południowego, gen. Wacław Iwaszkiewicz, wydał 14 sierpnia rozkaz zajęcia nowej linii obrony, przebiegającej wzdłuż górnego biegu Bugu i Strypy. Dowódca 6 Armii, broniącej linii rzek Bugu, Strypy i Dniestru, skierował 5. i 6 Dywizję Piechoty oraz 1 Dywizję Jazdy do osłony Lwowa, a 12. i 13 Dywizja Piechoty miały wykonać uderzenie w lewe skrzydło i tyły nieprzyjaciela dążącego pod Lwów.
Po ustabilizowaniu położenia pod Lwowem, dowódca 6 Armii gen. Władysław Jędrzejewski nakazał zorganizować natarcie na Chodorów siłami 1 Brygady Jazdy z rejonu Bóbrki, dwubatalionowej grupy kpt. Wilhelma Todta z rejonu Mikołajowa, a dywizji kawalerii gen. Mychajła Omelianowicza-Pawlenki z Halicza na Rohatyn.
12 Dywizja Piechoty otrzymała rozkaz marszu na Pomorzany – Przemyślany – Bóbrkę. Bez kontaktu z przeciwnikiem, do 17 sierpnia dywizja osiągnęła Pomorzany, a nocą z 19 na 20 sierpnia Przemyślany.

## Walczące wojska
| Jednostka                     | Dowódca                          | Podporządkowanie      |
| Wojsko Polskie                |                                  |                       |
| dowództwo 6 Armii             | gen. por. Władysław Jędrzejewski | Front Południowy      |
| ⇒ 12 Dywizja Piechoty         | gen. Mariana Januszajtis-Żegota  | 6 Armia               |
| → XXIII Brygada Piechoty      | płk Jan Wolgner                  | 12 Dywizja Piechoty   |
| → XXIV Brygada Piechoty       | płk. Marian Kukiel               | 12 Dywizja Piechoty   |
| → 51 pułk piechoty            | ppłk Roman Witorzeniec           | XXIV Brygada Piechoty |
| Armia Czerwona                |                                  |                       |
| oddziały 47 Dywizji Strzelców | Krugliakow                       | 14 Armia              |
| oddziały 60 Dywizji Strzelców | Martynienko                      | 14 Armia              |
| oddziały 41 Dywizji Strzelców |                                  | 14 Armia              |

## Walki pod Bóbrką

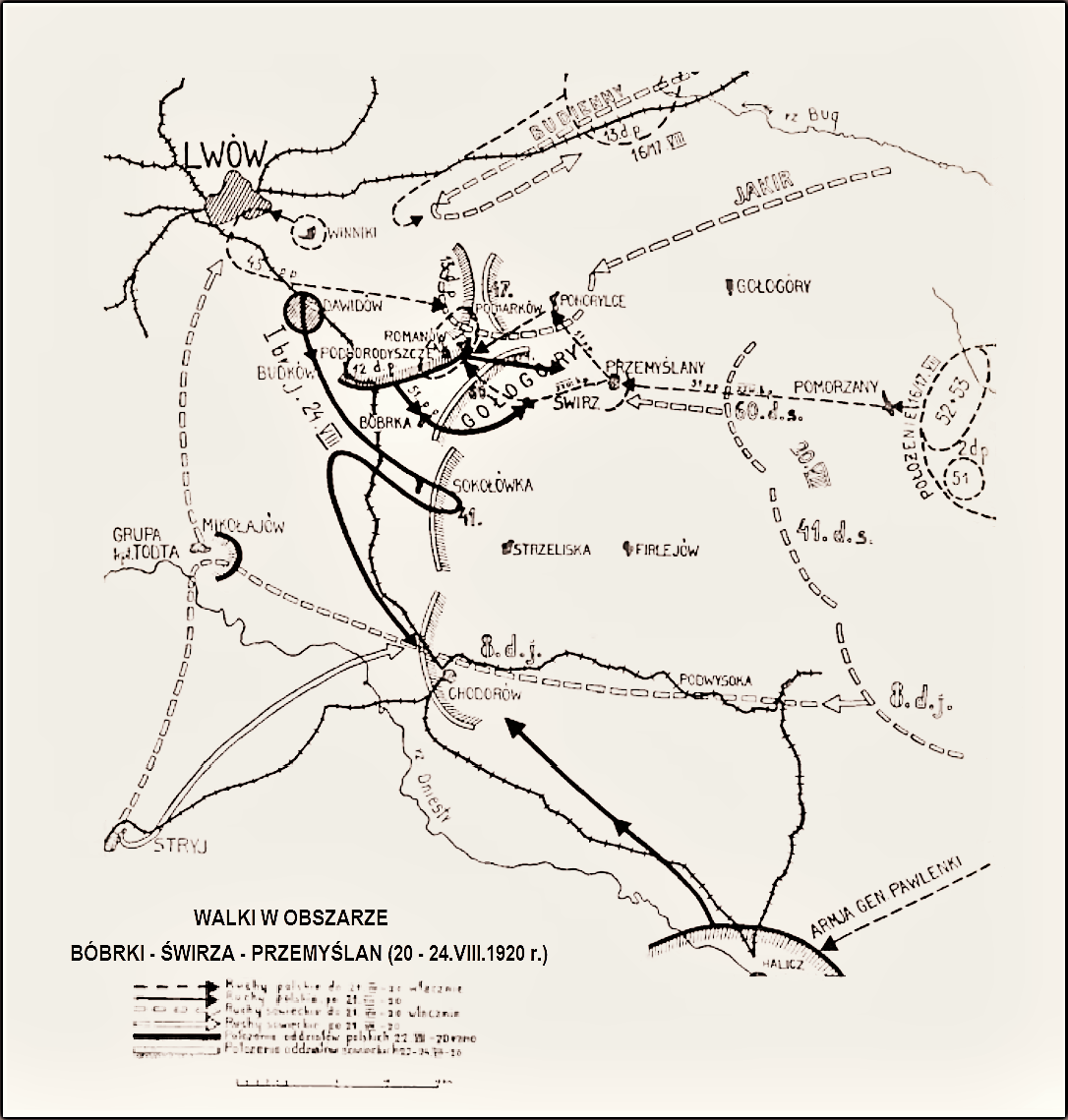
Otton Laskowski (red.)
Encyklopedia wojskowa, T. 1

20 sierpnia XXIII Brygada Piechoty płk. Jana Wolgnera ruszyła na zachód w kierunku Bóbrki, a 51 pułk piechoty Strzelców Kresowych ppłk. Romana Witorzeńca z XXIV Brygady Piechoty płk. Mariana Kukiela otrzymał zadanie maszerować na Pohorylce, osłonić marsz sił głównych dywizji i prowadzić działania mylące. 
Zgodnie z oczekiwaniami polskich sztabowców, 51 pułk piechoty związał walką pod Pohorylcami gros sił 47 Dywizji Strzelców z grupy Jakira. Wykorzystując sukces, nocą z 20 na 21 sierpnia 12 Dywizja Piechoty stanęła w Podhorodyszczu i nawiązała kontakt taktyczny z rozlokowaną na północ od Podhorodyszcza 13 Dywizją Piechoty gen. Stanisława Hallera. Również 51 pp zmienił kierunek działania i ruszył na zachód, na Hanaczów i Podhorodyszcze, biorąc po drodze jeńców z sowieckich 418 i 419 pułków strzelców.
21 sierpnia 12 DP przyjęła ugrupowanie do natarcia, stanęła frontem na wschód i 21 sierpnia uderzyła w kierunku na Bóbrkę – Świrz – Przemyślany. Na lewym skrzydle uderzała XXIII Brygada Piechoty, a na południowym skrzydle dywizji do natarcia ruszył 51 pułk piechoty Strzelców Kresowych. Dowódca pułku uderzał III batalionem z 3 baterią 12 pułku artylerii polowej z Hryniowa na Bóbrkę, a II i III batalionem z dwiema bateriami 12 pap na Mostyszcze − Wołowe – Strzałki. Pułk zmusił przeciwnika do odwrotu, a III batalion zajął przed wieczorem Bóbrkę.
23 sierpnia Sowieci wzmocnili obronę pododdziałami 41 Dywizji Strzelców i 8 Dywizji Kawalerii. Polska dywizja przeszła chwilowo do obrony, ale już 24 sierpnia wznowiła natarcie. 25 sierpnia opanowano Świrz i Przemyślany. Przeciwnik kontratakował na Świrz, a w ciągu kolejnych trzech dni miasto parę razy przechodziło z rąk do rąk. 28 sierpnia ostatecznie opanowała je polska XXIV Brygada Piechoty, a sowieckie 47., 41., 60 Dywizje Strzelców i 8 Dywizja Kawalerii czerwonych Kozaków cofnęły się na linię Gniłej Lipy.

## Bilans walk
Walki 12 Dywizji Piechoty w rejonie Bóbrki i Świrza zahamowały ofensywę oddziałów Armii Czerwonej na tym odcinku i umożliwiły stabilizację frontu 6 Armii.